# Třída Kalev
Třída Kalev byla třída minonosných ponorek postavených ve Velké Británii pro estonské námořnictvo. Tvořila ji celkem dvě plavidla. Po okupaci Estonska Sovětským svazem v roce 1940 byly ponorky zařazeny do sovětské Baltské námořní flotily a účastnily se bojů ve Velké vlastenecké válce. Zatímco ponorka Kalev byla ve válce potopena, její sesterská loď Lembit válku přečkala a je vystavena v námořním muzeu v Tallinnu. Jsou to jediné ponorky provozované estonským námořnictvem.

## Stavba
Britská loděnice Vickers-Armstrong v Barrow-in-Furness postavila celkem dvě jednotky této třídy. Objednány byly 12. prosince 1934. Prostředky na jejich stavbů byly zčásti získány prodejem dvou torpédoborců do Peru a zčásti veřejnou sbírkou.
Jednotky třídy Kalev:
| Jméno  | Založení kýlu | Spuštěna         | Vstup do služby | Status                                                         |
| ------ | ------------- | ---------------- | --------------- | -------------------------------------------------------------- |
| Kalev  | květen 1935   | 7. července 1936 | březen 1937     | Ukořistěna SSSR, v listopadu 1941 zmizela během bojové plavby. |
| Lembit | květen 1935   | 7. července 1936 | duben 1937      | Ukořistěna SSSR, vyřazena, muzejní loď.                        |

## Konstrukce

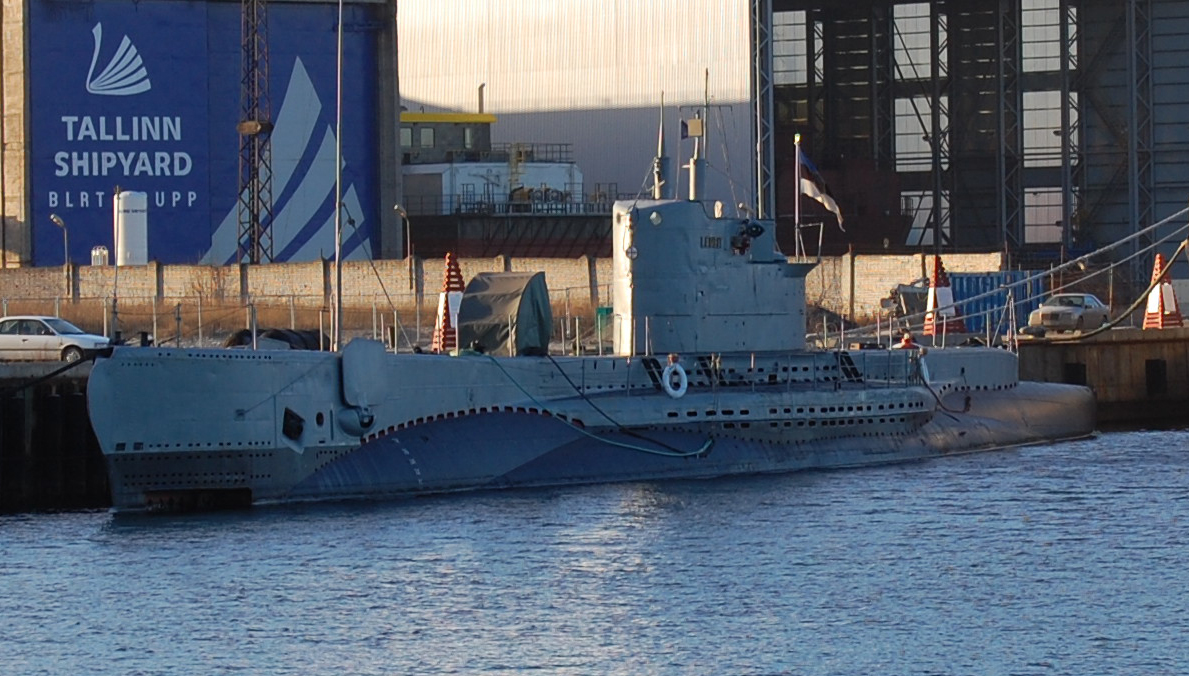
Ponorka Lembit se zachovala jako muzeum

Ponorky byly vyzbrojeny jedním 40mm kanónem, jedním 7,7mm kulometem Lewis a čtyřmi předními torpédomety ráže 533 mm, pro které bylo neseno osm torpéd. Bylo možné použít také 450mm torpéda. Dále ponorky nesly 20 min, uložených po dvou kusech v deseti šachtách. Pohonný systém tvořily dva diesely Vickers o výkonu 1200 hp a dva elektromotory o výkonu 700 hp, pohánějící dva lodní šrouby. Nejvyšší rychlost dosahovala 13,5 uzlu na hladině a 8,5 uzlu pod hladinou. Dosah byl 4000 námořních mil při rychlosti 8 uzlů na hladině, nebo 80 námořních mil při rychlosti 4 uzly pod hladinou. Operační hloubka ponoru byla 75 metrů.

## Služba
Estonské námořnictvo ponorky provozovalo v letech 1936–1940. Po okupaci pobaltských států SSSR byly obě ponorky zařazeny do sovětského námořnictva, které je bojově nasadilo ve druhé světové válce. Ponorka Kalev v listopadu 1941 zmizela, pravděpodobně ji zničila mina. Ponorka Lembit válku přečkala a po svém vyřazení byla vystavena v muzeu.